# Croix de Rignieux-le-Franc
La croix de Rignieux-le-Franc est une croix de chemin située à Rignieux-le-Franc, en France. Elle est située à proximité immédiate de l'église romane Saint-Paul, du monument aux morts Le Poilu victorieux et de la mairie.

## Présentation
La croix de chemin est située dans le département français de l'Ain, sur la commune de Rignieux-le-Franc. L'édifice est classé au titre des monuments historiques en 1914.

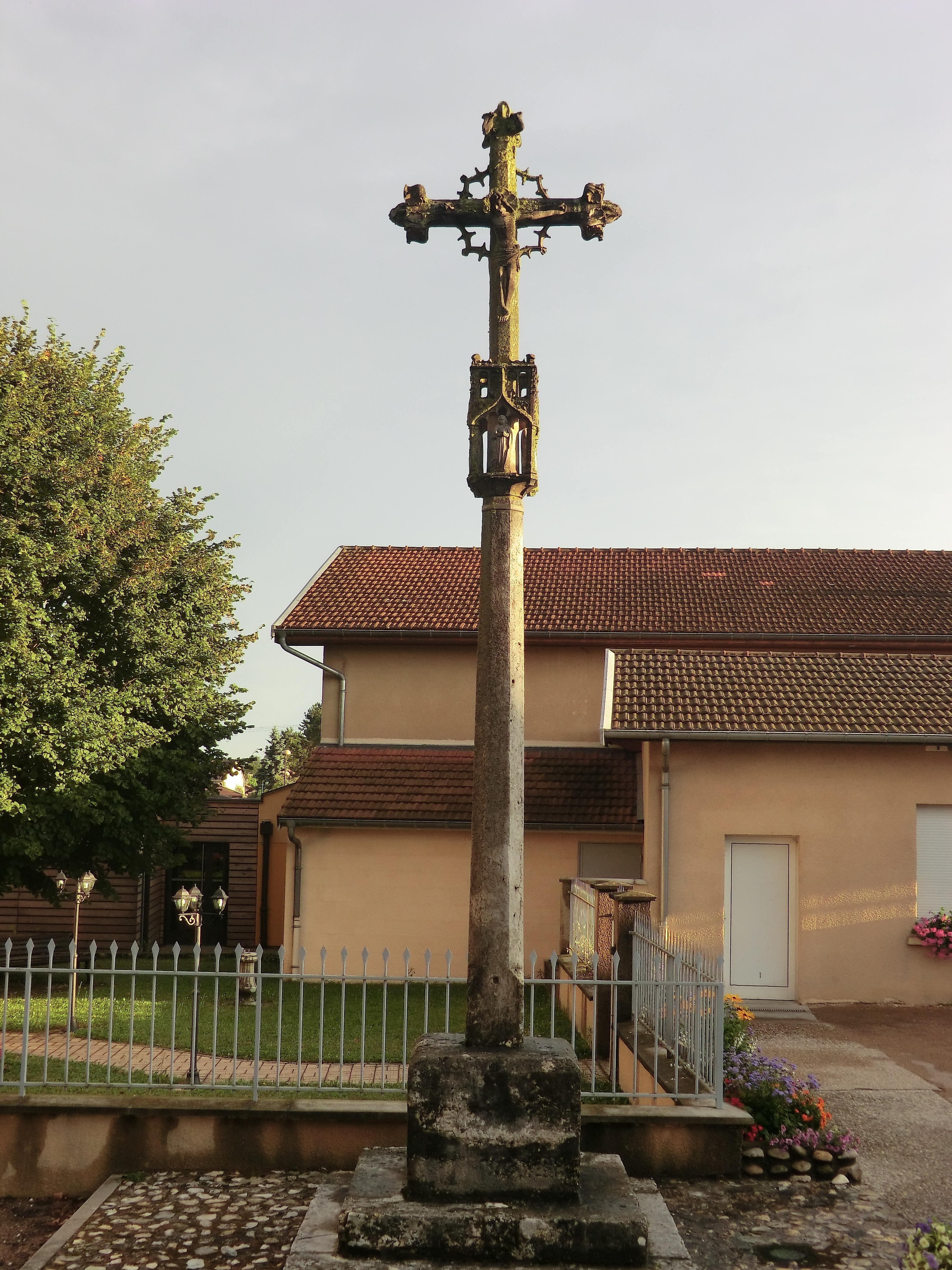
Vue de la croix.
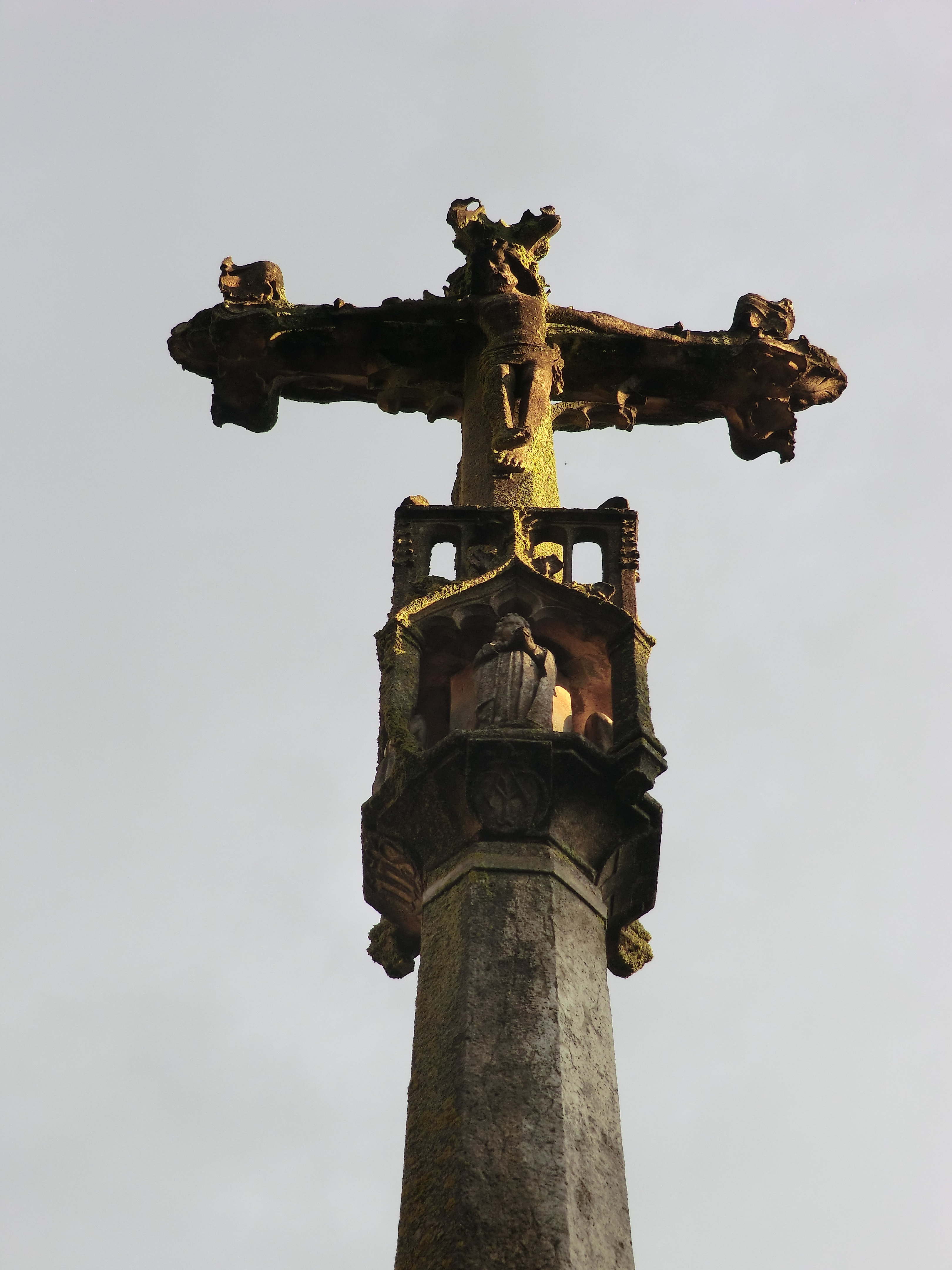
Autre vue.
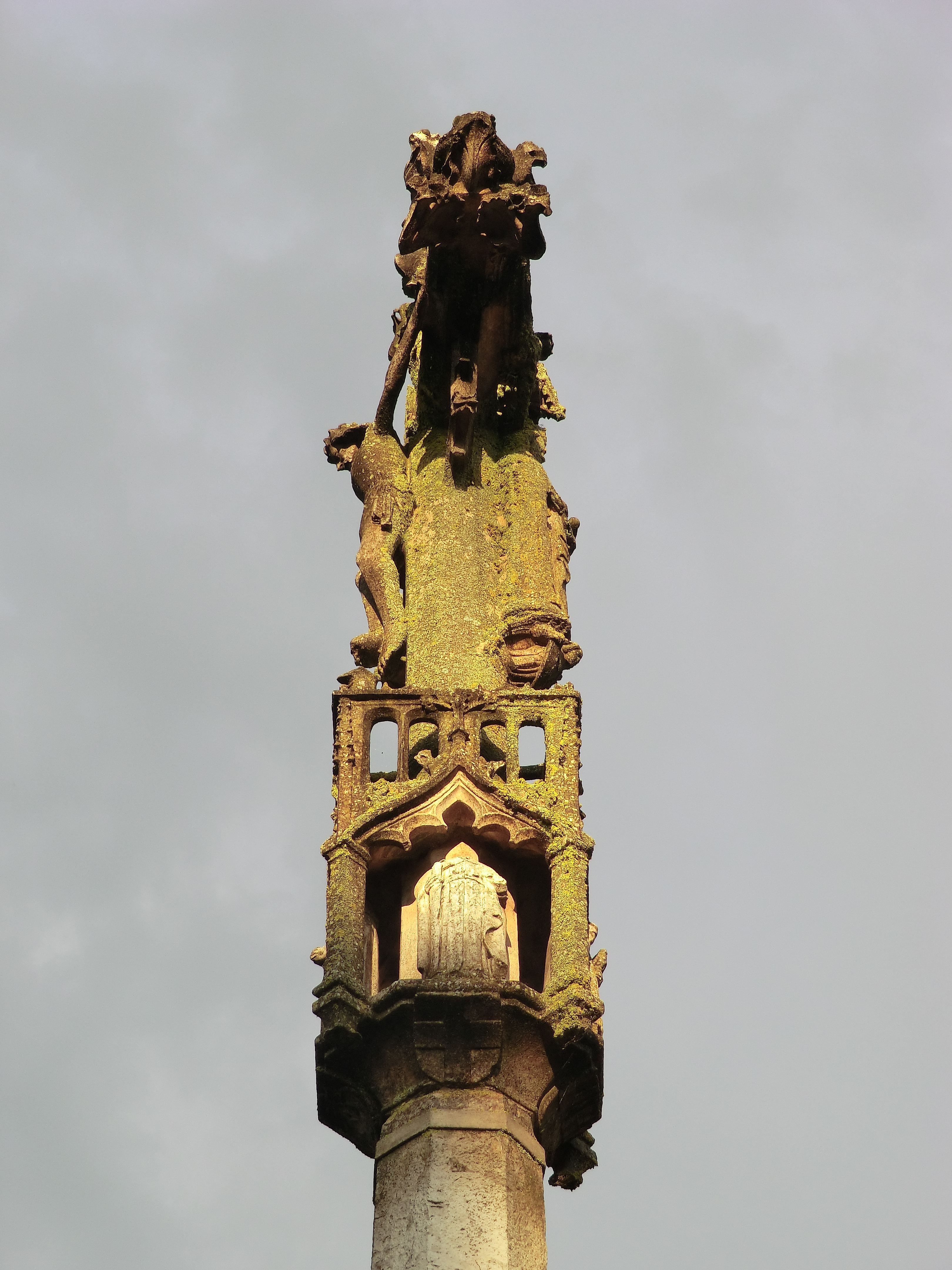
Vue latérale.